# Infedelmente tua (film 1976)
Infedelmente tua  (On aura tout vu) è un film francese del 1976 diretto da Georges Lautner.

## Trama
François Perrin ed Henry Mercier, nella speranza di sfondare nel mondo del cinema, scrivono la sceneggiatura di un film impegnato: l'unico produttore interessato al loro lavoro è però un certo Bob Morlock, produttore di film pornografici, che fa rimaneggiare al suo sceneggiatore Ploumenech la trama in chiave erotica.
François finirà anche per trovarsi in una situazione imbarazzante, in quanto dovrà fare i conti con la voglia di celebrità della moglie Christine, che accetta di presentarsi ai provini per far parte del cast.

## Produzione
Il film è stato girato a Nizza presso gli Studios de la Victorine.